# Thietane
| Oxetane                      |
| ---------------------------- |
| Thietane (allgemeine Formel) |
| Thietan                      |

Thietane sind heterocyclische organisch-chemische Stoffe, die einen Vierring, bestehend aus einem Schwefelatom und drei Kohlenstoffatomen, enthalten. Der unsubstituierte Grundkörper dieser Stoffgruppe ist das Thietan mit der Summenformel C3H6S.

## Herstellung
1,3-Dibrompropan reagiert mit Natriumsulfid (Na2S) unter Cyclisierung zum entsprechenden Thietan:
Aus 1-Brom-3-chlorpropan kann man durch die Reaktion mit Thioharnstoff  ein Salz herstellen, dessen basische Hydrolyse Thietan und Harnstoff liefert:
Diese Synthesemethode liefert meist bessere Ausbeuten als die erstgenannte, ist jedoch wenig atomeffizient, da in mindestens stöchiometrischer Menge mehrere Abfallstoffe mit vergleichsweise hoher Molmasse entstehen.

## Reaktivität
Mit Wasserstoffperoxid (H2O2) wird Thietan über die Stufe des Sulfoxids zum Sulfon oxidiert: